# Kilworth
Kilworth (iriska: Cill Uird) är en ort i republiken Irland.   Den ligger i grevskapet County Cork och provinsen Munster, i den södra delen av landet, 190 km sydväst om huvudstaden Dublin. Kilworth ligger 70 meter över havet och antalet invånare är 974.
Terrängen runt Kilworth är varierad. Runt Kilworth är det glesbefolkat, med 15 invånare per kvadratkilometer. Närmaste större samhälle är Fermoy, 5,0 km söder om Kilworth. Trakten runt Kilworth består i huvudsak av gräsmarker.